# Gran Premio Industria e Artigianato 1991
Il Gran Premio Industria e Artigianato 1991, venticinquesima edizione della corsa e quindicesima con questa denominazione, si svolse il 1º maggio su un percorso di 210 km, con partenza e arrivo a Larciano. Fu vinto dall'italiano Gianni Faresin della ZG Mobili davanti ai suoi connazionali Stefano Cortinovis e Giuseppe Petito.

## Ordine d'arrivo (Top 10)
| Pos. | Corridore              | Squadra                      | Tempo    |
| ---- | ---------------------- | ---------------------------- | -------- |
| 1    | Gianni Faresin         | ZG Mobili                    | 5h15'00" |
| 2    | Stefano Cortinovis     | Colnago-Lampre               |          |
| 3    | Giuseppe Petito        | Gis Gelati-Ballan            |          |
| 4    | Franco Chioccioli      | Del Tongo-MG Boys Maglificio |          |
| 5    | Gianluca Bortolami     | Colnago-Lampre               |          |
| 6    | Carlos Hernández Bailo | Lotus-Festina                |          |
| 7    | Claudio Brandini       | Jolly Componibili-Club 88    |          |
| 8    | Bruno Leali            | Gis Gelati-Ballan            |          |
| 9    | Dominique Arnould      | Castorama                    |          |
| 10   | Gianni Bugno           | Gatorade-Chateau d'Ax        |          |